# Ljagvasürenguiin Sosorbaram
Ljagvasürenguiin Sosorbaram (en mongol: Лхагвасүрэнгийн Сосорбарам; 22 de marzo de 2001) es una deportista mongola que compite en judo. Ganó una medala de bronce en los Juegos Asiáticos de 2022 y dos medallas en el Campeonato Asiático de Judo, plata en 2019 y bronce en 2024.

## Palmarés internacional
| Juegos Asiáticos    | Juegos Asiáticos  | Juegos Asiáticos  | Juegos Asiáticos |
| Año                 | Lugar             | Medalla           | Categoría        |
| ------------------- | ----------------- | ----------------- | ---------------- |
| 2022                | Hangzhou (China)  | Medalla de bronce | –52 kg           |
| Campeonato Asiático |                   |                   |                  |
| Año                 | Lugar             | Medalla           | Categoría        |
| 2019                | Fujairah (EAU)    | Medalla de plata  | –52 kg           |
| 2024                | Hong Kong (China) | Medalla de bronce | –52 kg           |